# Deutsche Wirtschaftsbetriebe

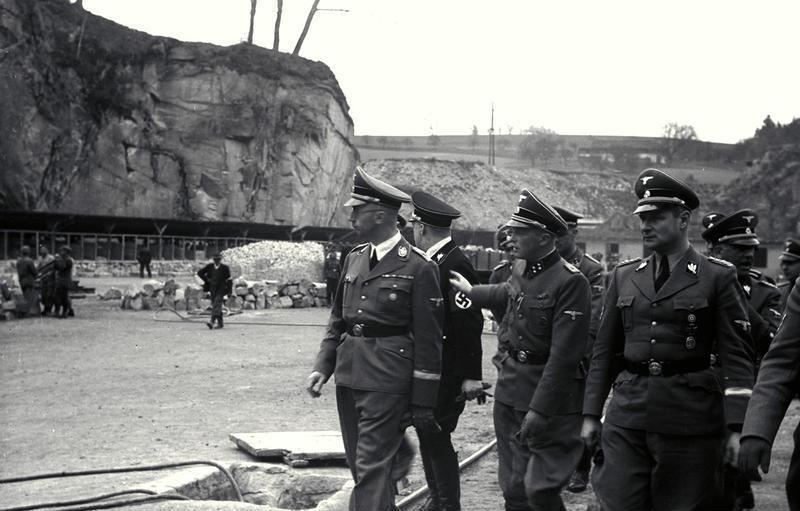
Himmler inspectant des carrières de pierre extraites par des prisonniers du camp de concentration de Mauthausen-Gusen (avril 1941).

Deutsche Wirtschaftsbetriebe (abrégé DWB), est un projet allemand nazi lancé par l'Allgemeine SS lors de la Seconde Guerre mondiale pour tirer parti de l’emploi de travaux forcés et obligatoires extraits des détenus des camps de concentration nazis.

## Société d'investissements pour les industries allemandes nazies
DWB était une société d'investissements appartenant à plus de 25 industries du secteur des technologies de l’information. Oswald Pohl, responsable du département commercial SS (connu sous le nom de WVHA sous ses initiales allemandes) était également l'officier en chef du DWB. Georg Lörner (en), un autre haut responsable de la WVHA, était l'un des cofondateurs. De par son actionnariat, DWB contrôlait une grande variété d’entreprises, telles que les carrières de pierre, usines de fabrication de briques, cimenteries, usines pharmaceutiques, immobilier, logements, matériaux de construction, imprimerie et reliure de livres, porcelaine et céramique, eau minérale et jus de fruits, meubles, produits alimentaires, textiles et cuir. Certaines de ces entreprises et propriétés avaient déjà été saisies ou expropriées de leurs propriétaires légitimes.

## Rôle dans les crimes de guerre

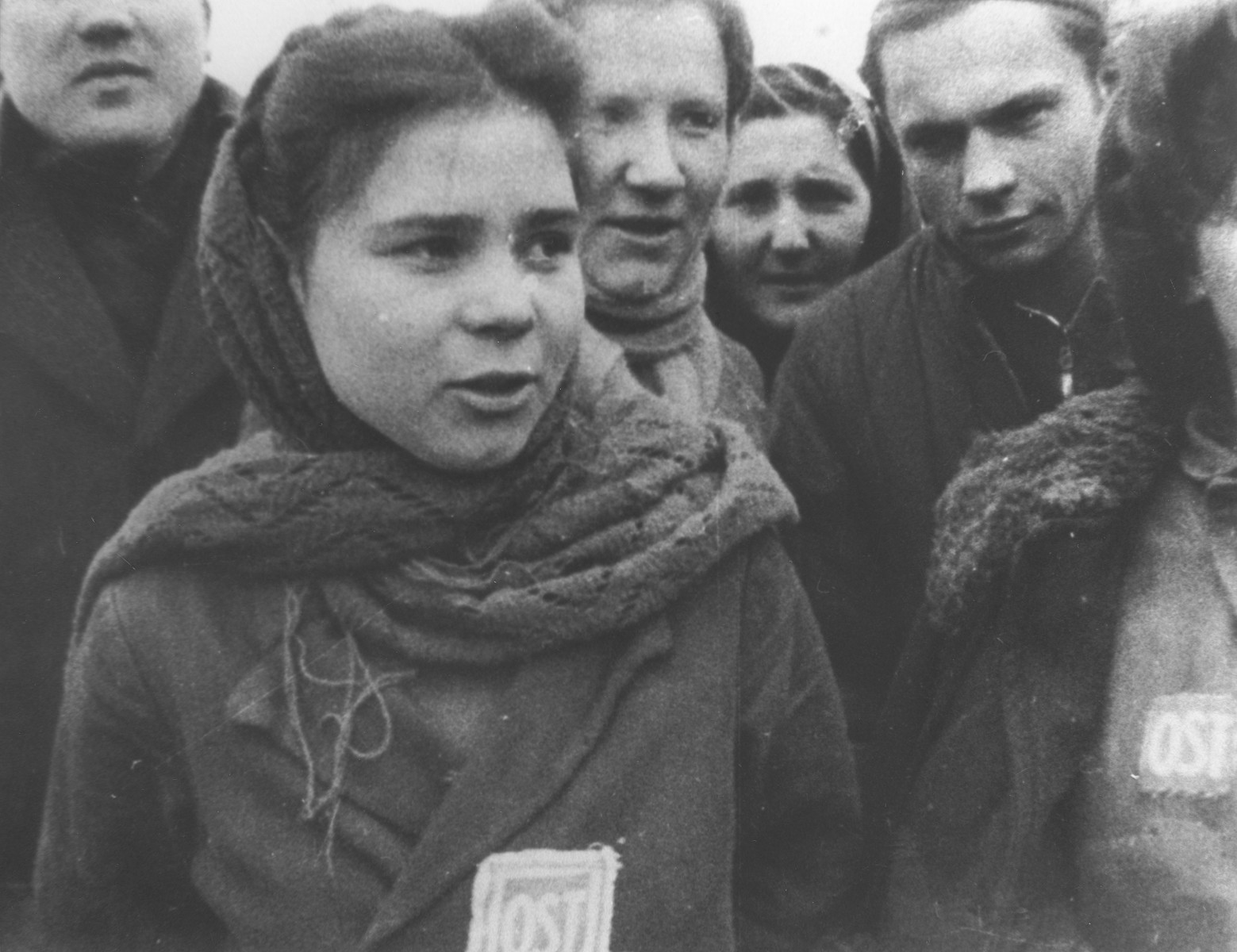
Les travailleuses forcées portant le badge OST [Ostarbeiter] sont libérées d'un camp situé près de Łódź.

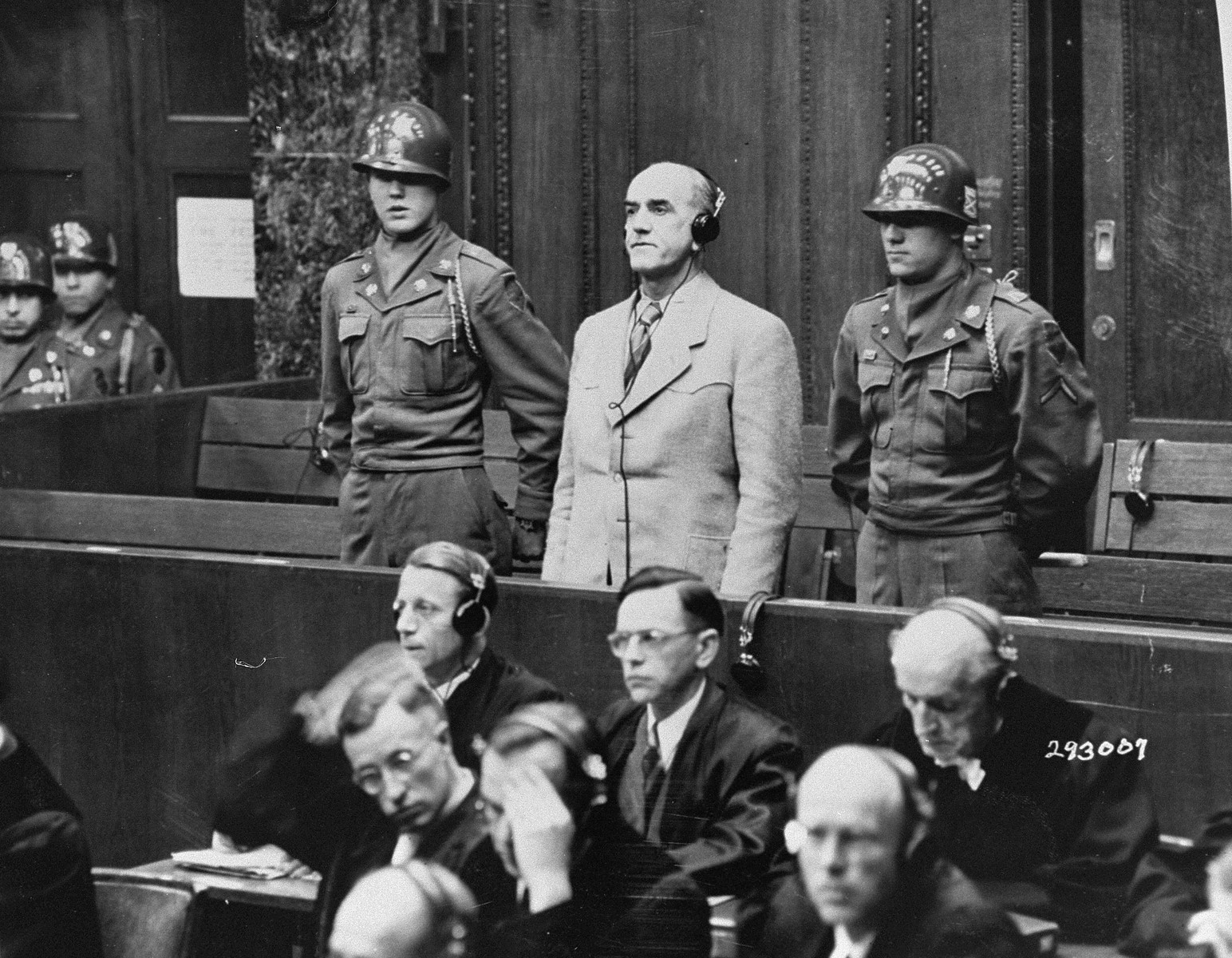
Oswald Pohl est condamné à la peine capitale au procès de Nuremberg.

Après la Seconde Guerre mondiale, les officiers en chef survivants de la WVHA ont été jugés pour crimes contre l'humanité. La plupart d'entre eux ont été reconnus coupables ; Oswald Pohl et Georg Lörner (en) ont été condamnés à la peine de mort par pendaison, peine qui fut commuée en prison pour Lörner. Le tribunal chargé des crimes de guerre accorda une importance particulière au rôle que les accusés avaient joué dans quatre filiales de DWB :
- La société DEST, exploitait cinq carrières de granit, six usines de briques et de tuiles et une usine de taille de pierre ;
- Klinker-Zement, fabricant de briques et de parpaings, de produits ignifuges, de céramiques, de chaux et de craie. Cette société avait de grandes filiales à Golleschau, Prague, Lviv et Białystok ;
- Ostindustrie, ou OSTI, organisée en mars 1943 et dissoute un an plus tard, exploitant toutes les industries juives confisquées dans en Pologne occupée par l'Allemagne, y compris des travaux forcés, fonderies, usines de textile, carrières, verreries et autres ;
- Deutsche Ausrüstungswerke ou DAW, qui exploitait diverses industries dans sept camps de concentration, faisant appel au travail forcé des détenus.

La société DEST est en particulier devenu notoire pour l'exploitation brutales au travail des détenus des camps de concentration, notamment à Mauthausen-Gusen, en Autriche.